# Тень Пушкина
«Тень Пу́шкина» — памятный знак в Одессе, арт-объект на пересечении улиц Дерибасовской и Ришельевской в виде изображения на тротуаре тени человека, имеющего гротескные черты поэта Александра Пушкина.
Идея арт-объекта принадлежит писателю Олегу Борушко и одесскому краеведу Олегу Губарю. Автор рисунка — скульптор Александр Князик. Открытие памятного знака произошло 26 сентября 2013 года и было приурочено к открытию ежегодного литературного фестиваля «Пушкинская осень», проводящегося в Одессе.
Инсталляция выполнена в виде силуэта человеческой фигуры, размером около 3 метров, в гротескных чертах которой легко узнаются черты Александра Пушкина, характерные для его автопортретов. Тень изготовлена из тонированного клинкера (высококачественный кирпич, обожжённый специальным образом). В ногах тени современный тротуар заменён фрагментом брусчатки, характерной для одесских улиц начала XIX века.
Местом установки памятного знака было выбрано пересечение улиц Дерибасовской и Ришельевской. Здесь в начале XIX века находился «Дом Рено» — гостиница, в которой какое-то время проживал Александр Пушкин в период пребывания в ссылке в 1823—1824 годах, так что именно этот перекрёсток неоднократно «нёс на себе» тень настоящего поэта.
Анонсированные планы городских властей и оргкомитета фестиваля «Пушкинская осень» по открытию памятного знака вызвали протесты ряда жителей Одессы и городских общественных организаций, которые посчитали, что идея памятника не оригинальна сама по себе, что расположение изображения «великого русского поэта» в плоскости тротуара сделает его объектом атак вандалов, а то, что пешеходы смогут проходить прямо по изображению поэта, является оскорблением его памяти. Инициативная группа противников памятного знака грозила его организаторам помешать открытию. Чтобы избежать противостояния, торжественное открытие объекта провели в 10 часов утра, а не в 3 часа дня, как было заявлено, когда никто из противников не присутствовал на месте.